# Parkes
Parkes – miejscowość w Australii, w stanie Nowa Południowa Walia. W 2006 liczyła 11 700 mieszkańców.
Odbywa się tu coroczny festiwal ku czci Elvisa Presleya. W pobliżu miejscowości znajduje się Parkes Observatory.